# Sujtásos fütyülőlúd
A sujtásos fütyülőlúd, vagy fakó fütyülőlúd (Dendrocygna bicolor) a lúdalakúak (Anseriformes) rendjébe, ezen belül a récefélék (Anatidae) családjába és a fütyülőludak (Dendrocygninae) alcsaládjába tartozó faj.

## Előfordulása
Közép-Amerika, Dél-Amerika, Afrika és India trópusi területein fordul elő. Tavaknál, vizes élőhelyeken érzi jól magát.
Magyarországon első alkalommal 2006. augusztus 17. és október 27. között észlelték a hortobágyi halastavaknál. A Magyar Madártani és Természetvédelmi Egyesület Nomenclator Bizottsága szerint azonban kétséges, hogy a kérdéses példány valóban természetes populációból származott-e.

## Megjelenése
Hossza 48–53 centiméter, tömege 700 gramm. 
A többi fütyülőlúdhoz hasonlóan felegyenesedve álló és viszonylag hosszú lábú madár.
A tollai színében a vörösesbarna, világosbarna és a fekete dominálnak.
Oldalán dísztollak és feltűnő elefántcsont színű csíkok vannak.
Röptében fehér farka feltűnő.
Hangja a többi fütyülőlúdhoz hasonlóan jellegzetes, három hangból álló dallamos fütty.
|  |  |

## Életmódja
Kifejezetten társas hajlamú madár, más récefélékkel vegyes csapatokat is alkothat.
Többnyire a nagyobb nyílt vízfelületekhez kötődik. Vízben úszva és búvárkodva keresi táplálékát. Növényi részekkel, magvakkal, kisebb gerinctelenekkel táplálkozik.

## Szaporodása
A faj tartós monogám párkapcsolatban él. A fiatal madarak körülbelül egyéves korukban állnak párba és gyakran egész életükben kitartanak párjuk mellett.
Kisebb kolóniákban költ. A fészeképítésben mindkét ivar részt vesz.
Fészkét többnyire fűből és gyökerekből építi, fészakalja 8–12 tojásból áll.
A tojásokon mindkét szülő -egymást rendszeresen váltva- költ, a fiókákat mindkét szülő vezeti és hevesen védelmezi.